# Commonwealth Bank Tennis Classic 2008
Il Commonwealth Bank Tennis Classic 2008 è stato un torneo di tennis giocato sul cemento. È stata la 14ª edizione del Commonwealth Bank Tennis Classic, che fa parte della categoria Tier III nell'ambito del WTA Tour 2008. Si è giocato al Grand Hyatt Bali di Bali, in Indonesia, dall'8 al 14 settembre 2008.

## Campionesse

### Singolare
Patty Schnyder ha battuto in finale  Tamira Paszek con il punteggio di 6–3, 6–0

### Doppio
Su-wei Hsieh  /  Shuai Peng  hanno battuto in finale  Marta Domachowska /  Nadia Petrova con il punteggio di 6(4)–7, 7–6(3), 10–7